# Чеський Кубок пойштовни 2005
Чеський Кубок пойштовни 2005 — міжнародний хокейний турнір у Чехії в рамках Єврохокейтуру, проходив 1—4 вересня 2005 року у місті Ліберець, один матч відбувся у Санкт-Петербурзі.

## Результати та таблиця
| 1. | Швеція    | *** | 2:1 | 5:3      | 2:0      | 3 | 3 | 0 | 0 | 0 | 9:4 | 9 |
| 2. | Росія     | 1:2 | *** | 2:1      | 4:1      | 3 | 2 | 0 | 0 | 1 | 7:4 | 6 |
| 3. | Чехія     | 3:5 | 1:2 | ***      | 2:1 бул. | 3 | 0 | 1 | 0 | 2 | 6:8 | 2 |
| 4. | Фінляндія | 0:2 | 1:4 | 1:2 бул. | ***      | 3 | 0 | 0 | 1 | 2 | 2:8 | 1 |

М — підсумкове місце, І — матчі, В — перемоги, ВО — перемога по булітах (овертаймі), ПО — поразка по булітах (овертаймі), П — поразки, Ш — закинуті та пропущені шайби, О — очки

## Найкращі гравці турніру
| Воротар  | Юган Гольмквіст   |
| Захисник | Джонні Одуя       |
| Нападник | Максим Сушинський |

## Команда усіх зірок
| Воротар  | Мілан Гнілічка    |
| Захисник | Віталій Атюшов    |
| Захисник | Джонні Одуя       |
| Нападник | Їржі Бюргер       |
| Нападник | Джиммі Ельвестад  |
| Нападник | Максим Сушинський |